# 館脇倉庫

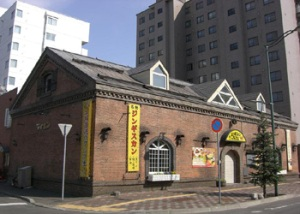
明治42年に煉瓦工場の煉瓦で建てられた倉庫。現在はテナント物件として運営。

株式会社館脇倉庫（たてわきそうこ、英: Ltd. Tatewaki Warehouse）は、北海道旭川市に本社を置く物流会社である。
創業当時は館脇煉瓦旭川工場にて第7師団兵舎の基礎及び屋内追馬場、国鉄石北本線、宗谷本線の橋梁トンネル工事向けのレンガを生産。煉瓦工場閉鎖後、残った煉瓦にて倉庫を建設し普通倉庫業を開業。創業者は館脇米蔵。

## 事業
- 倉庫（荷役）・保管
- 流通加工
- 貨物利用運送
- 不動産賃貸業

## 主要事業所
- 本社 - 北海道旭川市流通団地2条4丁目38
- 苫小牧支店 - 北海道苫小牧市新開町2丁目3-21
- 札幌営業所 - 北海道札幌市中央区北2条西2丁目1-5 リージェントビル
- 苫小牧事業所 - 北海道苫小牧市字柏原6-237(臨空柏原地区)

## 主な沿革
- 1895年（明治28年） - 館脇煉瓦旭川工場を開設。
- 1909年（明治42年） - 館脇煉瓦旭川工場を閉鎖。普通倉庫業開業。
- 1913年（大正2年）  - 政府指定倉庫業開始。
- 1926年（大正15年） - 合名会社館脇倉庫設立。代表取締役は片岡亥三郎。
- 1959年（昭和34年） - 株式会社館脇倉庫に改組。代表取締役は片岡富三郎。
- 1987年（昭和62年） - 旭川市大雪通5丁目に本社社屋建築移転。
- 1998年（平成10年）6月 - 代表取締役に野畑熙が就任。
- 2011年（平成23年）6月 - 社団法人日本倉庫協会理事に野畑熙が就任。
- 2011年（平成23年）6月 - 道北倉庫協会会長に野畑熙が就任。
- 2023年（令和5年）5月 - 代表取締役に野畑健太郎が就任。
- 2025年（令和7年）3月 - 旭川市流通団地2条4丁目に本社社屋移転。